# Протуберанце
Протуберанце изгледају као пламенови гаса у Сунчевој атмосфери видљиви изван обода Сунчевог диска. Протуберанце имају значајно мању температуру и око 100 пута већу густину од околног гаса у корони. Ипак, њихова густина је недовољна за емитовање континуалног спектра, тј. беле светлости. Видљиво зрачење из протуберанци састоји се углавном од емисионих линија водоника и јонизованог калцијума и, изузев током потпуних помрачења Сунца, протуберанце се посматрају у монохроматској светлости (на таласним дужинама које одговарају одређеним емисионим линијама, најчешће Hα линија у црвеном делу спектра).
Постоје две врсте протуберанци, мирне и активне. Мирне протуберанце трају више недеља или чак месеци са релативно мало промена на њима, док активне протуберанце се мењају интензивно током времена и значајно су краћег века.

Мирне протуберанце се простиру од неколико десетина хиљада до неколико стотина хиљада километара у дужини. Њихов облик зависи од магнетног поља Сунца и већина изгледа као завесе гаса везаних за хромосферу са протоком гаса вертикално у корону. Мирна протуберанца може да експлодира ка споља и нестане, али углавном на истом месту настане нова протуберанца.
Активне протуберанце су везане за активне области на Сунцу, и често су повезане са Сунчевим бакљама. Већина су краткорочне појаве трајања свега неколико часова. Могу имати различите облике. Најактивније имају облик петље и повезују области за супротним магнетним половима и у њима коронални материја се кондензује и понире у хромосферу. Велике еруптивне протуберанце (често лучног облика) достижу висину од пола милиона километара и више од фотосфере.
На Сунчевом диску протуберанце изгледају као тамни облици (најчешће филаменти) на сјајнијој површини Сунца.